# Grote Markt (Haarlem)

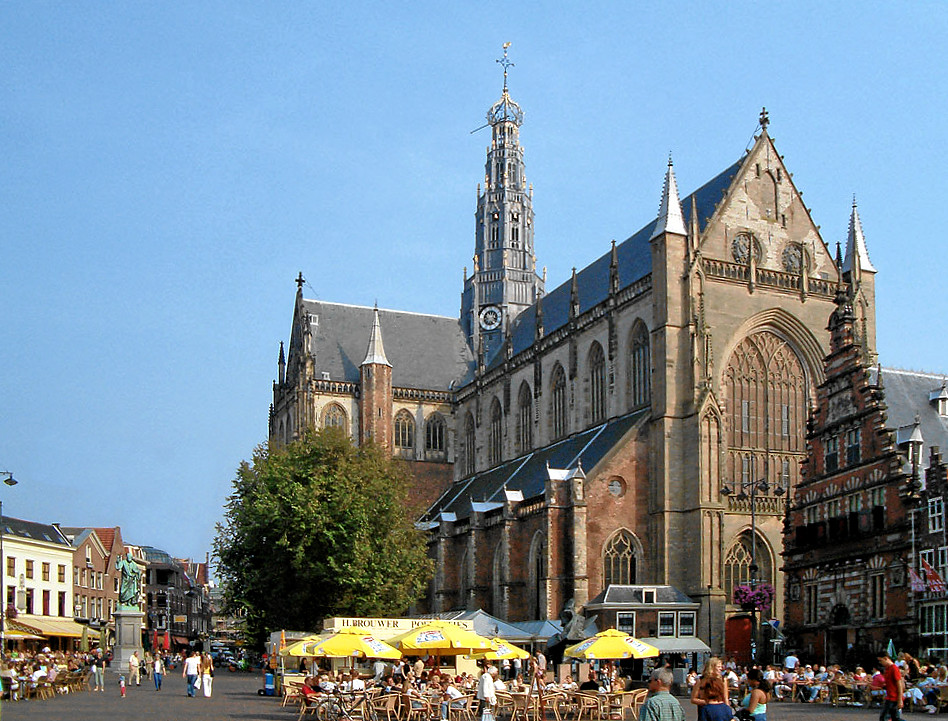
Grote of Sint-Bavokerk op de Grote Markt

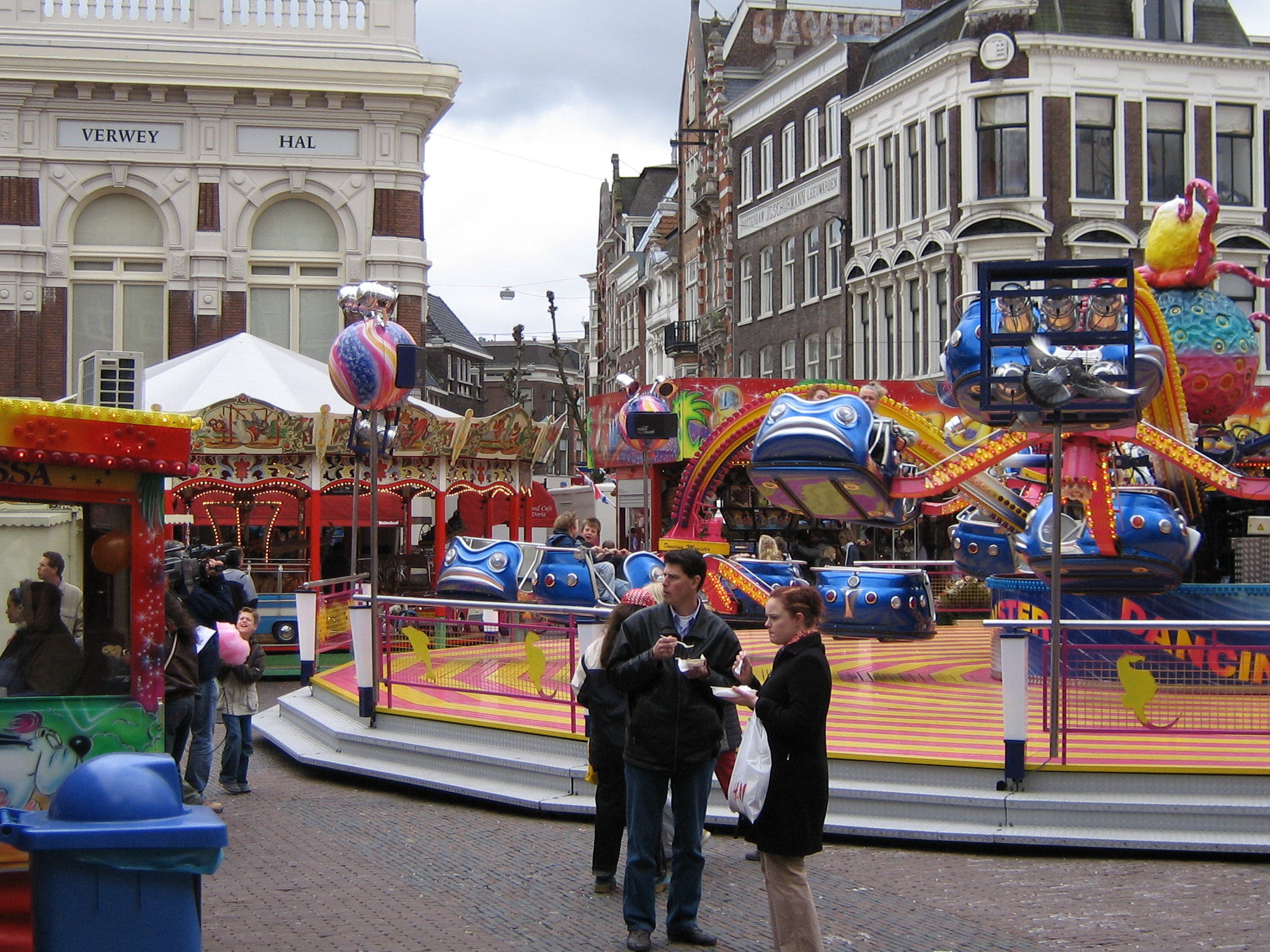
De jaarlijkse kermis op de Grote Markt

De Grote Markt in Haarlem is een groot plein in het centrum van Haarlem, waaraan een aantal oude een bekende bouwwerken liggen, zoals de Grote of Sint-Bavokerk (ruim 80 meter hoog) en het stadhuis. De Grote Markt heette vroeger ‘t Sant. Die naam stamt uit een tijd dat de markt nog ongeplaveid was.
Er staat een belangrijk Haarlems symbool; Loutje, het standbeeld van Laurens Janszoon Coster, een pionier op het gebied van de boekdrukkunst die in het verleden in Nederland vaak als de uitvinder ervan werd gezien. Coster zou hebben gewoond aan de Grote Markt 23. Een ander beeld is de Zonnevechter van Arthur Spronken.
Aan de noordzijde bevindt zich sinds 1881 het bekende grand-café Brinkmann, dat in de jaren dertig was uitgegroeid tot een groot conglomeraat van uitgaansgelegenheden, waaronder de bioscoop Rembrandt Theater. Echter moest dit geheel eind jaren zeventig plaatsmaken voor de Brinkmannpassage. Hierin kwam onder meer de Brinkmann-bioscoop te zitten. Sinds de eeuwwisseling kreeg deze passage het steeds moeilijker en de laatste gebruiker verliet de passage in 2012. Delen van de passage zijn in gebruik genomen door Sissy-Boy en destijds de grootste Nederlandse vestiging van de The Sting. De rest van de Brinkmann-passage wordt sinds 2020 verbouwd tot woningen.
Een andere bioscoop was gelegen aan de Grote Markt 25. Als laatste bevond zich daar vanaf 1955 het Studio Theater. Deze bioscoop sloot in 1985 en kreeg daarna de bestemming van een café. 

## Activiteiten en evenementen
- Wekelijks vindt op het marktplein een warenmarkt plaats.
- Jaarlijks vindt in de zomer een kermis plaats op het marktplein.
- Ieder jaar is er in de derde week van augustus het Haarlem Jazz & More weekend, een muziekfestival met jazz en sinds 2012 ook pop en blues.[bron?]
- Een keer per jaar vindt de Mars der Muzikanten op de Grote Markt plaats.
- In het voorjaar eindigt het jaarlijkse Bloemencorso Bollenstreek op de Grote Markt.

## Bezienswaardigheden
- Stadhuis
- Hoofdwacht
- Vishal
- Grote of Sint-Bavokerk
- Vleeshal
- Verweyhal
- Brinkmannpassage
- Standbeeld Laurens Janszoon Coster

## Trivia
- In 2014 stond het Glazen Huis van de 3FM-actie Serious Request op de Grote Markt.